# 第6回ジャパンボウル
第6回ジャパンボウルは1981年1月18日、横浜スタジアムで行われたカレッジフットボールのオールスター東西対抗戦。NCAA加盟校から4年生65人が出場した。西軍が25-13で勝利した。

## 試合開催前の話題
NCAAのパス記録を3部門で更新した、パデュー大学のQBマーク・ハーマン、UCLAのフリーマン・マクニールが注目された。
この試合にはNFLのスカウト3人が訪れた。オークランド・レイダースのグラムスは、65人中40人はNFLドラフトで指名したい選手だと語った。

## 試合経過
東軍は、パデュー大学のQBマーク・ハーマンがパスを連続して成功させ、4プレー目でクリス・コリンズワースにTDパスを通して先制した。西軍もアイオワ大学のWRキース・チャペル(Keith Chappelle)へのTDパスが成功し、7-7の同点となった。第2Qに東軍はFGを成功、第3Qに西軍もFGを成功させた。第4Qに東軍は、この日2本目のFGを成功させて、13-10とリードした。ここから西軍はヒューストン大学のテラルド・クラーク(Terald Clark)、前年のミラージュボウルで活躍したUCLAのフリーマン・マクニールのランで前進、残り6分4秒にマクニールが2ヤードのTDランをあげて逆転、同じUCLAのケニー・イーズリーの活躍で東軍の攻撃をストップすると、マクニールがとどめのTDをあげて、25－13で勝利した。マクニールが最優秀オフェンス賞、エンドゾーンでのTDパスを2度防いだ、イーズリーが最優秀ディフェンス賞、ジョー・ロス・メモリアル賞をオレンジボウルで2年連続MVPに選ばれたオクラホマ大学のJ・C・ワッツ（1995年-2003年、アメリカ合衆国下院議員）が受賞した。